# 外交交渉
外交交渉（がいこうこうしょう）とは、国際紛争の当事者同士による話し合いである。単に「交渉」と言われることもある。国際紛争の平和的解決の中でも最も基本的な手段である。

## 概説
外交交渉とは外交において国家の代表同士が対面して行う交渉である。政治的、軍事的、経済的に利害関係が二国間・多国間で対立もしくは相互作用する問題を武力ではなく、交渉によって解決するために実施される。
外交における最も根本的な業務であり、さまざまな問題と目的が複雑に絡み合う双方向的かつ相互作用的なコミュニケーションでもある。それゆえ、交渉にあたる代表には語学力、論理性、駆け引き、状況分析、利害計算、教養、マナー、人間性、責任感、忍耐力に優れていることが求められる。

## 交渉の準備
外交交渉に参加することに合意する前にさえ、外交当事者は交渉時期、交渉会場、議題・会場セッティングの準備、交渉当事者のクラス（外相、大使など）について合意しなければならない。この時点で合意が形成できない場合、それは相手に対する不信感や警戒感の表れであり、その後に続く外交交渉は困難が予想される。またこの手続きに関する交渉ですでに外交的優位に立つために画策して次の交渉の主導権を確保しようとすることもある。

## 成立条件
外交交渉とは両者が対談に参加しなければまず始まらない。すなわち外交交渉には一定の条件があって初めて実現する。いかにその条件を述べ、解説する。
- 交渉当事者には「対立する問題」があることが必要である。そもそも交渉当事者に利害関係がなければ交渉の目的が存在し得ない。
- 交渉当事者には「共通する利益」があることが必要である。共通の利益が皆無であるにも拘らず交渉が合意に達することはゲーム理論上からもほぼ不可能である。

ただし、国内世論や国際的な信頼、軍事的威嚇などの外部的な要因により、共通の利益がしないにも拘らず外交交渉に参加することはありうる。また交渉の広報的な影響を重視して外交交渉に臨むこともありうる。これはマスメディアの発達に伴って見られるようになった現象である。

## 予備交渉
予備交渉とは本格的な交渉に先立って、当事者の共通の議題を明確化し、当日の交渉を円滑かつ効率的に進めるための事前の交渉である。この段階で双方が自らの基本的な立場と意思を示し、情報を交換する。そして交渉で合意に達することができるかどうかを検証し、利害関係の調整の可能性や合意の見通しを立てる。この時点では双方ともに最大限の要求を示す。しかし、これらの要求は交渉の途上で修正が加えられることがある程度期待できる。

## 抵抗点の確認
抵抗点とは交渉において、これ以上絶対に譲歩できない最低限の要求水準を意味する。この抵抗点に関する情報は外交交渉において極めて重要であり、交渉当事者は抵抗点に関わる情報を交渉相手に示すことはほとんど行わない。しかし交渉当事者双方が相手を信頼し合い、自らの抵抗点を開示することに納得すれば、最小要求水準の開示が行われることもある。ただしこれには非常に忍耐強い交渉過程が必要である。
また実際の抵抗点とは異なった抵抗点が示されることもあるため、慎重に判断しなければならない。この抵抗点があまりにもかけ離れている場合は、交渉は絶望的になり、膠着状態が生まれる。これを打開するには交渉当事者が努力を続けるほかない。また補助的、間接的なアプローチで圧力や工作を仕掛け、相手の抵抗を弱めようとすることも考えられる。
最後まで交渉が膠着すれば、交渉の一時的、永久的な打ち切りに合意することになる可能性もありうる。また片方の当事者が一方的に交渉を放棄することもある。

## 合意
外交交渉は合意を求めて実施される。合意にはその政治的な意味から主に4つに分類が可能であると考えられる。
1. かつて合意した交渉の結果である条約の延長に関する合意。
2. 緊張・対立状態にあった国家間が国交を正常化することに関する合意。
3. 国際的な利益の再配分に関する合意。この合意にはしばしば片方の当事国が利益を得て、もう片方が損失を被る場合が多い。
4. 新たな利益を得るための新しい合意。交渉当事者双方に公平に便益があるとは限らない。

## 交渉技術
交渉は主に言葉の技術であり、また外交問題が関わるとその複雑性は高度になるため、確立された技術・戦術というものはありえないが、「説得」と「駆け引き」が外交における技術であると考えることもできる。
- 説得とは、自分の要求が持つ自分への重要性を説明し、相手の要求が自分にとって受け入れる事が不可能であることを相手に理解させるための一連の努力をさす。論理的な主張だけでなく、相手の感情に訴えかけることもありうる。
- 駆け引きとは、最終的な自分の要求の最大化もしくは相手の要求の最小化を目的として行われる、部分的譲歩、条件付提案、威嚇、誘導などの行為である。またまったく別問題の利害を用いた取引や代償の申し出なども含まれる。交渉当事者双方がこの駆け引きによって合意を目指せば、合意の形成は比較的容易に進めることが可能である。

ただし、交渉技術は外交交渉において常に有効に発揮されるとは限らないことに注意が要する。